# Apenins Lígurs

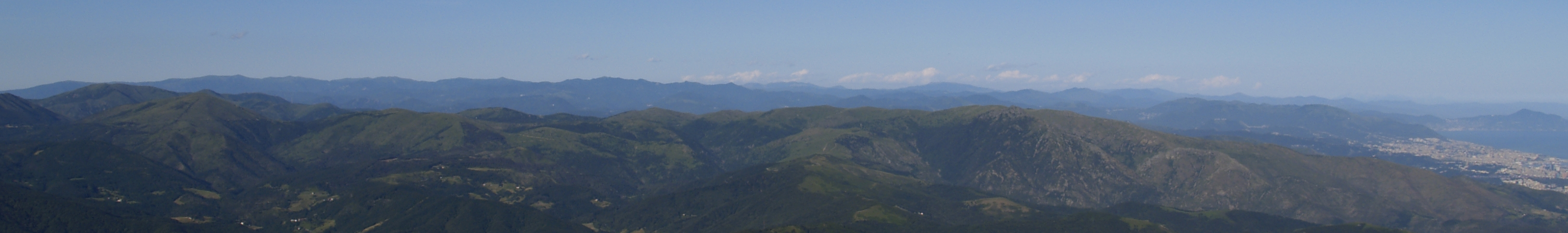
Panorama dels Apenins Lígurs des del Bric del Dent, a prop del pas del Faiallo.

Els Apenins Lígurs (en italià: Appennino ligure) constitueixen el tram inicial dels Apenins septentrionals i, per tant, de la serralada dels Apenins, arribant al punt més alt amb el mont Maggiorasca (1804 msnm) al tram dels Apenins de Parma, inclòs en cinc regions: Ligúria (províncies de Savona, Gènova i La Spezia), Piemont (província d'Alessandria), Llombardia (província de Pavia), Emília-Romanya (províncies de Piacenza i Parma) i Toscana (província de Massa-Carrara).
S'estén entre el Bocchetta di Altare (o Coll de Cadibona), a la província de Savona, i el pas de la Cisa, al límit entre la província de Parma i la de província de Massa i Carrara. El Bocchetta di Altare ho separa dels Alps Lígurs, mentre que el pas de la Cisa ho divideix dels Apenins Tosc-Emilians.

## Característiques generals
Entre el Bocchetta di Altare (458 m) i el Coll del Giovo (516 m) l'altitud roman sempre per sota dels 900 msnm.
A l'est del Giovo s'alça el Grup del Beigua, vast massís format per roques metamòrfiques de naturalesa ultrabàsica (ofiòlits de tipus alpí del "Grup de Voltri"), que presenta morfologies sovint aspres i accidentades i arriba a la cota més elevada a la Muntanya Beigua (1286 m). En aquest tram la divisòria d'aigües ligur-padana fa mesurar la distància mínima al mar Lígur, de fet el cim de la Muntanya Reixa (1183 m) es troba a menys de 6 km en línia recta del litoral d'Arenzano. La morfologia del Grup del Beigua està a més caracteritzada per una marcada falta de simetria entre el vessant marítim, sovint molt inclinat i caracteritzat per notables estructures rocoses, com les que formen els vessants meridionals de la Muntanya Rama (1150 m) i de la Muntanya Argentea (1086 m) i el vessant padano (conca de l'Erro i de l'Orba) que presenta trets morfològics menys aspres i pendents més atenuats, encara que no falten valls rocallades i encastrades com la vall Gargassa, prop de Rossiglione) i relleus rocosos.
Després del pas del Faiallo (1044 m) i el Bric del Dente (1109 m), la cresteria es degrada ràpidament cap al pas del Turchino (588 m). Al nord del Turchino s'obre la vall Stura, torrent que neix a l'altiplà de Praglia i desemboca a l'Orba prop d'Ovada, mentre que al sud es troben les petites valls del Leiro i del Cerusa que baixen ràpidament cap a Voltri, la delegació més occidental de Gènova.
Després de les depressions altimètriques del pas del Turchino i del pas del Giovo Piatto (661 m) la carena principal torna a sortir, per superar novament els 1000 m d'altitud amb el Muntanya Taccone (1113 m) i el Muntanya Leco (1071 m) mentre que en direcció nord i oest de les breus dorsals es desenvolupen cap a la Vall del Po, comptant alguns cims d'una certa importància, entre elles el Muntanya del Figne (1172 m), el Muntanya Tobbio (1092 m) i la Costa Lavezzara (1081 m), avui incloses al parc regional piemontès de les Capanne di Marcarolo; com pel massís del Beigua també aquesta zona es caracteritza per substrats ofiolítics (un metamorfisme alpí) del “Grup de Voltri” i forma geològicament part del sistema alpí.
Després del pas dei Giovi (472 m) la cresteria apenínica principal s'allunya del mar, deixant més espai a les valls sobre el vessant que dona al mar (Valle Bisagno, Valle Fontanabuona) i desenvolupant-se cap al nord amb ramals articulats i que entren més allà dels límits amb la regió de Ligúria, amb cims que arriben a alçades significatives com el Muntanya Lesima (1724 m), el Muntanya Ebre (1701 m), el Muntanya Alfeo (1651 m) i el Muntanya Antola (1597) m) amb valls i vessants caracteritzats per una estructura morfològica complexa; més a l'Est, terra endins de Chiavari, després del pas de la Forcella (875 m), es desenvolupa una imponent dorsal muntanyosa, que, destacant a les proximitats de la carena principal, als voltants del Muntanya Aiona (1702 m), es desenvolupa en direcció nord, formant la dorsal que divideix la conca de l'Avet d'aquells del Ceno i del Nure, es tracta del tram amb una altitud mitjana més elevada de tots els Apenins ligures, al llarg del qual s'alcen els cims del Muntanya Penna (1735 m), del Muntanya Maggiorasca (1804 m), del Muntanya Nero (1752 m), del Muntanya Ragola (1711 m) i del Muntanya Roncalla (1686 m).
Després del Pas del Bocco (956 m), en correspondència amb el Muntanya Zatta (1404 m) i, per tant, a l'entrada de la província de La Spezia, es destaca de la carena principal una cadena secundària que recorre darrere de la costa i, per tant, paral·lela als mateixos Apenins, que a l'extrem meridional individualitza la franja costanera de les Cinque Terre i d'aquí el promontori occidental del golf de La Spezia, amb l'àpex Portovenere.
La cresta principal es manté, en comptes d'això, més a l'interior, i envolta al nord la vall de Vara, per trobar una nova culminació al grup del Muntanya Gottero (1639 m), al límit entre les províncies de La Spezia, Parma i Massa, amb un ramal meridional que cap al sud-est es tanca en l'aconfluència dels rius Magra i Vara.
A l'est del grup de la Muntanya Gottero, el pas del Brattello i d'aquí l'última elevació del Muntanya Molinatico (1549 m) precedeixen el Passo de la Cisa (1039 m) i els Apenins Tosc-Emilians. Segons alguns autors, els Apenins Lígurs acabarien en correspondència del pas del Brattello, mentre que des d'un punt de vista rigorosament geològic la cadena dels Apenins només comença al pas de la Bocchetta (772 m), situat entre les valls Polcevera i Lemme, al voltant de 17 km en línia recta al nord-oest de Gènova.